# 中村光哉
中村 光哉（なかむら こうや、1922年8月6日 - 2002年11月9日）は、日本の染織工芸作家。

## 経歴
東京府青山に生まれる。父・中村勝馬は重要無形文化財の認定を受けた友禅作家で、勝馬の祖父は水戸藩士。中村家は代々水戸藩の藩医を務める家柄だった。
東京美術学校日本画科卒、日展・日本現代工芸美術展で作品を発表する。また教育者として東京藝術大学や文星芸術大学などで教鞭をとり、後進の指導に当たった。
一般には友禅染の作家として知られるが、昭和30年前後から50年代中頃まではアニリンブラックによる黒を基調としたろうけつ染めの作品を制作していた。この時代の作品は構成的な画面が特徴で通称「黒の時代」と呼ばれている。
三浦半島に移り住んだ1984年以降は海や漁具などをモチーフとした手書き友禅の作品を制作した。

## 略年譜
- 1922年（大正11年） 東京に生まれる
- 1944年（昭和19年） 東京美術学校（現・東京藝術大学）日本画科卒業
- 1945年（昭和20年） 父・勝馬（重要無形文化財保持者）に染色を学ぶ
- 1946年（昭和21年） 日展に「柳」を出品、初入選。以後、日展・日本現代工芸美術展などに出品
- 1956年（昭和31年） 日展に「楽器」を出品、北斗賞を受賞
- 1959年（昭和34年） 日展に「遊園地」を出品、特選、北斗賞を受賞
- 1965年（昭和40年） 日展会員に推挙される
- 1968年（昭和43年） 日本現代工芸美術展代表委員として渡欧、視察
- 1978年（昭和53年） 東京藝術大学美術学部教授に就任
- 1980年（昭和55年） 「中村光哉染色作品展」（髙島屋日本橋店）が開催され、手描き友禅による作品を出品
- 1982年（昭和57年） 日展評議員に就任
- 1986年（昭和61年） 水戸伊勢甚百貨店にて「中村勝馬・中村光哉二人展」を開催
- 1989年（平成元年） 日本現代工芸美術展に「好日」を出品。内閣総理大臣賞を受賞
- 1990年（平成2年） 東京藝術大学を退官、名誉教授となる。宇都宮文星短期大学教授に就任。紺綬褒章を受章
- 1991年（平成3年） 水戸・ボンベルタ伊勢甚百貨店にて個展を開催
- 1992年（平成4年） 水戸・常陽藝文センターにて個展を開催

- 1995年（平成7年） 勲三等瑞宝章を受章[3]
- 1999年（平成11年） 文星芸術大学美術部長に就任
- 2002年（平成14年） 悪性リンパ腫のため横須賀市の病院にて死去

## 著作・参考資料
- 中村光哉『中村光哉作品集 抽象と文様』、京都書院、1985年
- 中村光哉『中村光哉 友禅染色の詩展 海の叙情と煌めき』シルク博物館、2002年
- 中村光哉・黒の時代刊行委員会編『黒の時代』中村光哉・黒の時代刊行委員会、2003年
- 戸館和子『中村勝馬と東京友禅の系譜』、染織と生活社、2007年
- 『染色α 2004年2月号』染織と生活社、2004年